# Блерстаун (Айова)
Блерстаун (англ. Blairstown) — місто (англ. city) в США, в окрузі Бентон штату Айова. Населення — 713 особи (2020).

## Географія
Блерстаун розташований за координатами 41°54′22″ пн. ш. 92°4′56″ зх. д. / 41.90611° пн. ш. 92.08222° зх. д. (41.906210, -92.082329).  За даними Бюро перепису населення США в 2010 році місто мало площу 1,34 км², уся площа — суходіл. В 2017 році площа становила 1,43 км², уся площа — суходіл.

## Демографія
Згідно з переписом 2010 року, у місті мешкали 692 особи в 295 домогосподарствах у складі 199 родин. Густота населення становила 517 осіб/км².  Було 314 помешкання (235/км²).
Расовий склад населення:
| - 97,8 % — білих - 0,7 % — чорних або афроамериканців - 0,1 % — корінних американців - 0,1 % — азіатів - 1,0 % — осіб інших рас |

До двох чи більше рас належало 0,1 %. Частка іспаномовних становила 4,3 % від усіх жителів.
За віковим діапазоном населення розподілялося таким чином: 25,7 % — особи молодші 18 років, 57,2 % — особи у віці 18—64 років, 17,1 % — особи у віці 65 років та старші. Медіана віку мешканця становила 39,0 року. На 100 осіб жіночої статі у місті припадало 100,6 чоловіків;  на 100 жінок у віці від 18 років та старших — 96,9 чоловіків також старших 18 років.
Середній дохід на одне домашнє господарство  становив 57 460 доларів США (медіана — 50 729), а середній дохід на одну сім'ю — 65 081 долар (медіана — 61 364). За межею бідності перебувало 22,5 % осіб, у тому числі 46,6 % дітей у віці до 18 років та 0,9 % осіб у віці 65 років та старших.
Цивільне працевлаштоване населення становило 345 осіб. Основні галузі зайнятості: виробництво — 31,6 %, роздрібна торгівля — 13,9 %, освіта, охорона здоров'я та соціальна допомога — 12,2 %.